# Tanasevitchia uralensis
Espèce
Synonymes
- Minicia uralensis Tanasevitch, 1983

Tanasevitchia uralensis est une espèce d'araignées aranéomorphes de la famille des Linyphiidae.

## Distribution
Cette espèce est endémique de Russie. Elle se rencontre de l'Oural à l'oblast de Magadan.

## Description
Le mâle holotype mesure 1,90 mm et la femelle paratype 2,13 mm.

## Étymologie
Son nom d'espèce, composé de ural et du suffixe latin -ensis, « qui vit dans, qui habite », lui a été donné en référence au lieu de sa découverte, l'Oural.

## Publication originale
- Tanasevitch, 1983 : New genera and species of spiders of the family Linyphiidae from the polar Urals. Zoologicheskiĭ Zhurnal, vol. 62, no , p. 215-221.